# 苏州圣约翰堂
31°18′19″N 120°38′04″E / 31.30528°N 120.63444°E
苏州圣约翰堂位于江苏省苏州市姑苏区十梓街18号（东端），苏州大学本部（原东吴大学校园）西校门外，为美南监理会在苏州创建的第一座教堂（另外2座是宫巷的乐群社会堂和养育巷的救世堂）。

## 历史
该堂始建于1881年（清光绪七年），由美国监理会传教士潘慎文在天赐庄（意为上帝所赐的地方）建造，名为首堂（East Soochow Methodist Church），有400个座位。
20世纪初，苏州的基督徒人数增加，到1915年，监理会拆除了首堂，新建了一座建筑面积1855平方米，有800座位的西式教堂。教堂易名「聖約翰堂」，以紀念捐款協助建堂的美國密蘇里州聖路易斯的聖約翰堂。圣约翰堂的设计者是美国人约翰.M.慕尔博士，与天赐庄圣约翰堂建筑风格一致、面积大小一样的目前还有两座，一座在美国圣路易斯，一座在日本神户。
诺贝尔物理学奖得主李政道博士的祖父李仲覃牧师（1870-1936）为该堂的首任华人主任牧师（教区长），毛吟槎、江长川、朱味腴、杨镜秋等牧师亦相继在该堂事奉。
1959年，苏州基督教实行“联合礼拜”，将圣约翰堂献出，由苏州市第一人民医院租用。到1995年，教会收回圣约翰堂，1996年10月开始按原貌修复，到1998年3月竣工。1997年先作为市基督教（新教）“两会”办公用房及苏南义工培训中心。2003年4月，终于被批准恢复为宗教活动场所。现每个主日早晨9点举行主日崇拜。每月的第一个主日举行圣餐礼拜。

## 图集
- 西南侧
- 东南侧
- 西侧
- 西侧
- 西侧
- 二三层通连的大厅室内
- 1881年的首堂奠基碑
- 教堂西北侧的一座附属建筑